# Adansonia za
Adansonia za ist eine Pflanzenart der Gattung Affenbrotbäume (Adansonia) in der Familie der Malvengewächse (Malvaceae). Sie ähnelt Adansonia digitata, hat aber aufrechte, gelbe Blüten.

## Beschreibung

### Vegetative Merkmale
Adansonia za sind gewöhnlich große, massige, 10 bis 30 Meter hohe Laubbäume mit violetter glatter Rinde. Ausgewachsene Blätter sind handförmig geteilt mit 3 bis 7 Teilblättern und sitzen an bis 12 Zentimeter langen Blattstielen. Die kahle Blattspreite ist eiförmig, 5 bis 10 Zentimeter lang und 1,5 bis 2,5 Zentimeter breit. Der Blattrand ist ganzrandig.

### Blütenstände und Blüten
Die einzelnen Blüten sind aufrecht. Ihre Kelchblätter sind 10 bis 20 Zentimeter lang und 1,2 bis 1,5 Zentimeter breit. Die gelbe, linealische Blütenkrone ist 15 bis 20 Zentimeter lang und 1,2 bis 1,5 Zentimeter breit. Die zahlreichen Staubblätter sind zu einer 2 bis 6 Zentimeter langen Röhre mit 2,5 bis 6 Zentimeter langen freien Spitzen verwachsen.
Die Blütezeit reicht von November bis Februar. Sie beginnt im Norden eher als im Süden.

### Früchte und Samen
Die zum Ende der Trockenzeit reifen Früchte sind länglich oder eiförmig. Sie enthalten nierenförmige, seitlich abgeflachte Samen.
Die Samen besitzen einen Ölgehalt von 11 Prozent. Die Fettsäuren setzen sich aus 27 Prozent Palmitinsäure, 3 Prozent Stearinsäure, 30 Prozent Ölsäure und 23 Prozent Linolsäure zusammen. Dazu kommen noch weitere seltene Fettsäuren.

## Systematik, Chromosomenzahl und Verbreitung
Adansonia za ist endemisch in Laub- und Dornenwäldern, der Savanne und im Buschland von Andohahela im Südwesten von Madagaskar, über die Westküste bis in den Norden (Boina-Gebiet und Sambirano River Becken) verbreitet.
Die Erstbeschreibung wurde 1890 von Henri Ernest Baillon vorgenommen.
Die Chromosomenzahl ist {\displaystyle 2n=88}.
Synonyme zur Art sind Adansonia za var. za, Adansonia za var. bozy Jum. & H. Perrier, Adansonia bozy (Jum. & H. Perrier) H. Perrier, Adansonia za var. boinensis H. Perrier und Adansonia alba Jum. & H. Perrier.

## Verwendung
Fruchtbrei und Samen sowie die Wurzeln junger Sämlinge werden gegessen. Das feuchte Holz frisch gefällter Bäume wird in Mangelzeiten an Hausrinder verfüttert. Der Baumstamm wird gelegentlich ausgehöhlt, um darin Wasser zu speichern. Rindenfasern werden verwendet, um daraus Kleidung und Tauwerk herzustellen. Die Blüten werden medizinisch benutzt, um einen wunden Rachen zu behandeln.

## Gefährdung
Adansonia za wird in der Roten Liste gefährdeter Arten der IUCN als „Near Threatened (NT)“ eingestuft.

## Nachweise